# Миколайчук Іван Васильович
Іва́н Васи́льович Миколайчу́к (15 червня 1941, Чортория, Кіцманський район, Чернівецька область, Українська РСР, СРСР — 3 серпня 1987, Київ, Українська РСР, СРСР) — український кіноактор, кінорежисер, сценарист, письменник. Лауреат Шевченківської премії 1988 року (посмертно). Зіграв 34 ролі в кіно, написав 9 сценаріїв та має дві режисерські роботи. Його називали «душею українського кіно».

## Життєпис
Народився у багатодітній селянській родині, що мала 13 дітей; дехто з його братів і сестер досі живе в Чорториї. До повноліття дожило десятеро братів та сестер. У селі відбудували батьківську хату Миколайчуків, облаштувавши під музей-садибу. Старша сестра Фрозина Грицюк та її син Василь доглядають меморіальний Музей-садибу Івана Миколайчука, відбудованого на місці старої батьківської хати в Чорториї.
З 12 років грав у сільському самодіяльному театрі. була це роль старого Івана, батька Софії у виставі «Безталанна» за п'єсою Михайла Старицького. Закінчив середню школу в с. Брусниця (її дерев'яне приміщення збереглося, а в новому приміщенні тепер діє музей І. Миколайчука).
1957 року закінчив Чернівецьке музичне училище, 1961-го — театр-студію при Чернівецькому музично-драматичному театрі ім. О. Кобилянської.
29 серпня 1962 року одружився з акторкою того ж театру Марією Карп'юк.
У 1963—1965 роках навчання на кіноакторському факультеті Київського інституту театрального мистецтва ім. І. Карпенка-Карого (майстерня Віктора Івченка).
В кіно дебютував ще студентом  — у курсовій режисерській роботі Леоніда Осики «Двоє».
Іван Миколайчук прийшов у кіно через ворота кіностудії імені Олександра Довженка разом зі своїм учителем Віктором Івченком. Той привів його, аби студента взяли в картину «Тіні забутих предків». За легендою, режисер фільму Сергій Параджанов з поваги до Івченка дав команду зробити пробу, одначе без нього. Вже йдучи зі студії, прошепотів на вухо операторові Юрію Іллєнку, щоб той не заряджав плівку. Студенту належало проказати невеличкий монолог з епізоду різдвяного свята. Він заговорив, а потому помолився Богу, перехрестився. Отут Іллєнка і пробило: Іван справді молився…
Загальне визнання Миколайчукові принесли ролі молодого Тараса Шевченка у фільмі «Сон» та Івана Палійчука у «Тінях забутих предків». Знімався в них одночасно, також навчаючись на 2-му курсі.
«Тіні забутих предків» здобули 39 міжнародних нагород, 28 призів на кінофестивалях (із них — 24 Гран-прі) у 21 країні й увійшли до Книги рекордів Гіннеса.
|                                                           | Я не чекав чогось особливого, тому доручив Іллєнку провести зйомки [кінопроби] і пішов з павільйону. Через кілька хвилин мене наздогнав збуджений Юрко: «Сергію Йосиповичу! Поверніться! Це щось неймовірне! Щось нелюдське! Щось за межами розуміння й сприйняття!» Злякавшись, що я пішов, Іван побілів, йому здалося, що він мені не сподобався (так признавався актор опісля), і в ньому ніби щось прорвалося. Він зачарував нас. Юний, страшенно схвильований, він світився дивовижним світлом. Така чистота, така пристрасність, така емоційність вихлюпувалися з нього, що ми були приголомшені, забули про все, навіть про те, що вже затверджений інший актор. |
| — Зі спогадів С. Параджанова про кінопробу І. Миколайчука | |

|                     | Я не знаю більш національного народного генія… До нього це був Довженко. |
| — Сергій Параджанов |                                                                          |

У фільмі «Комісари» (1970) зіграв комісара Громова — людину з загостреною моральною сприйнятливістю і духовним максималізмом. Картина стала помітним явищем в українському кінематографі, вона довела, що Миколайчук схильний до тонкого психологізму, до несподіваних контрастів і навіть парадоксів характеру.
З фільму «Білий птах з чорною ознакою» (1971) почалася нова сторінка у творчості Миколайчука — крім актора, він стає ще й сценаристом.
У фільмі Бориса Івченка «Пропала грамота» (1972) був не лише виконавцем колоритної ролі козака Василя, а й фактичним співрежисером. Працював над музичним оформленням фільму — картину супроводили пісні у виконанні тріо «Золоті ключі» (Ніна Матвієнко, дружина Марічка Миколайчук, Валентина Ковальська), у створенні якого І.Миколайчук відіграв не останню роль. В «Пропалій грамоті» він дав нове життя звучанню бандури — в жодному фільмі не використовувалися такі можливості цього інструмента.
1970-х років почалися гоніння на діячів української культури. Випровадили з кіна, а потім заарештували Сергія Параджанова. Зі звинуваченням у націоналізмі зіткнувся й Миколайчук. Вперше це сталося ще 1968 року, під час зйомок фільму «Анничка». У відповідь Миколайчук спалахнув, намагаючись пояснити різницю між «націоналізмом» і «патріотизмом». Інцидент закінчився доносом у Київ, де Миколайчука кваліфікували як «людину ворожої ідеології». Ще більш ускладнилася ситуація після фільму «Білий птах з чорною ознакою». Стрічку, що здобула Золотий приз Московського міжнародного кінофестивалю, сприйняли як мало не випад ворожих націоналістичних сил. Акторові не раз доводилося пояснювати свою позицію в різних інстанціях.
«Тіні забутих предків» на довгий час фактично заборонили до показу. «Пропала грамота» вийшла на екрани лише наприкінці 1980-х років. Івана Миколайчука поступово майже відлучили від творчого процесу. Впродовж 5 років, за вказівками партійних бонз, його прізвище викреслювали з більшості знімальних груп, хоча багато режисерів хотіли бачити актора у своїх фільмах.
Лише 1979 року, завдяки заступництву секретаря з питань ідеологічної роботи Харківського обкому КПУ Володимира Івашка, вдалося отримати дозвіл на зйомки фільму «Вавилон XX» за романом Василя Земляка «Лебедина зграя», в якому Миколайчук виступив сценаристом, режисером, актором і навіть композитором. 1980 року картина здобула приз «За найкращу режисуру» на Всесоюзному кінофестивалі у Душанбе.
|                                                                   |  |  |
| Пам'ятна монета НБУ номіналом 2 грн. присвячена Івану Миколайчуку |  |  |

Наступний фільм, «Така пізня, така тепла осінь» (1981), режисером якого був Миколайчук і сцени з якого раз у раз перезнімалися з ідеологічних міркувань, уже не мав такого успіху, як «Вавилон XX».
1983 — Миколайчук створив сценарій картини «Небилиці про Івана», 1984-го готувався до роботи над фільмом за цим сценарієм, але постановку «Небилиць…» дозволили тільки восени 1986 року. Проте через важку хворобу автор почати зйомки так і не зміг. Фільм зняв 1989 року (уже по смерті Миколайчука) Борис Івченко.
Помер від раку 3 серпня 1987 року. Похований на Байковому цвинтарі у Києві.

## Фільмографія

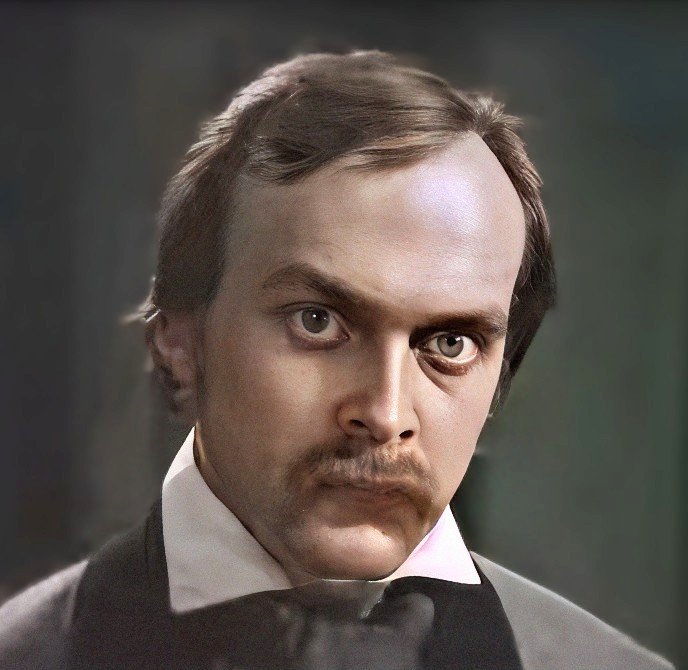
В ролі Тараса Шевченка у фільмі "Сон"

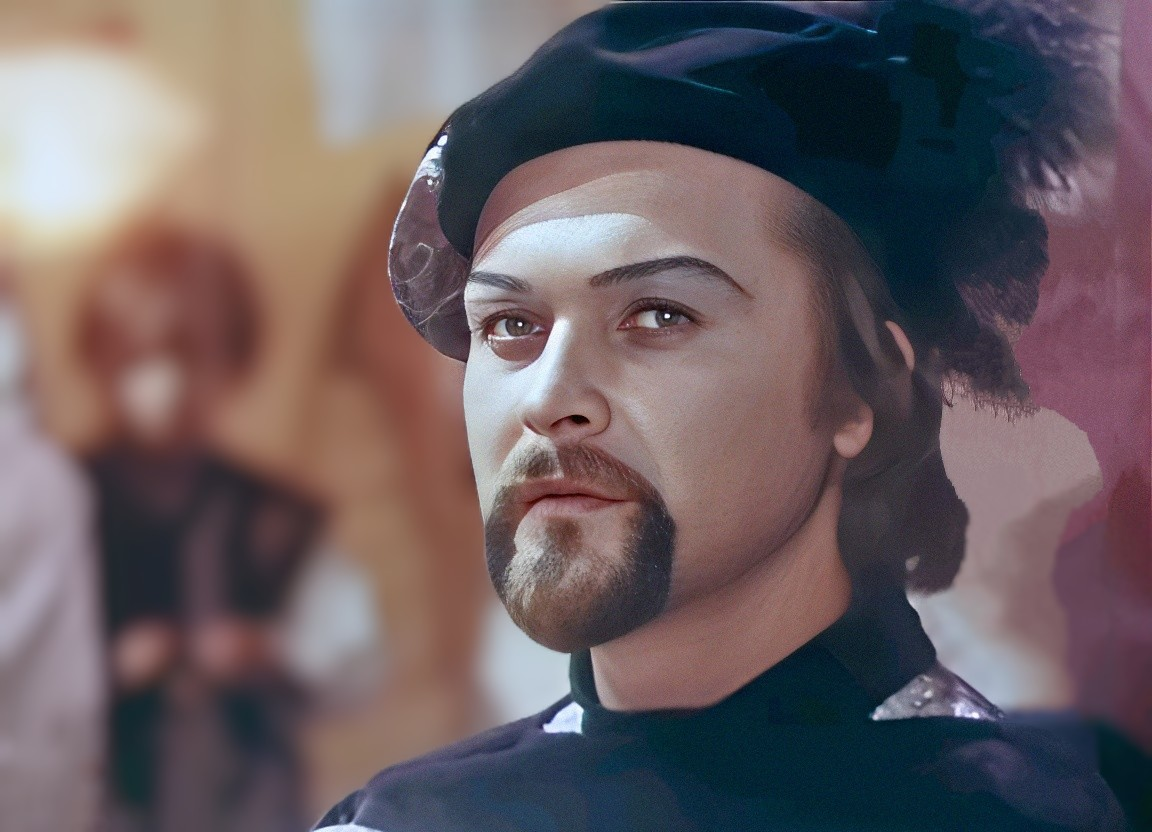
В ролі Рея чарівника у фільмі "Лада з країни берендеїв"

- В ролі Тараса Шевченка у фільмі "Сон"1964 — «Сон» (Тарас Шевченко)
- 1964 — «Тіні забутих предків» (Іван Палійчук)
- 1965 — «Гадюка», (Валько Брикін)
- 1966 — «Бур'ян», (Давид Мотузка)
- 1967 — «Дві смерті», актор
- 1967 — «Київські мелодії», актор
- 1968 — «Помилка Оноре де Бальзака», актор
- 1968 — «Анничка», (Роман)
- 1968 — «Камінний хрест», (Микола)
- 1968 — «Розвідники», актор (Віктор Курганов, прізвисько Борода)
- 1968 — «Визволення» (кіноепопея), частина 1 — «Вогняна дуга», (Савчук)
- 1969 — «Визволення» (кіноепопея), частина 2 — «Прорив», (Савчук)
- 1970 — «Білий птах з чорною ознакою», сценарист, (Петро)
- 1970 — «Комісари», актор
- 1971 — «Іду до тебе», актор
- В ролі Рея чарівника у фільмі "Лада з країни берендеїв" 1971 — «Лада з країни Берендеїв», актор
- 1971 — «Захар Беркут», (Любомир)
- 1972 — «Наперекір усьому», актор
- 1972 — «Пропала грамота» (Козак Василь)
- 1973 — «Повість про жінку», актор
- 1973 — «Коли людина посміхнулась», актор
- 1974 — «Марина», актор
- 1974 — «Мріяти і жити», сценарист
- 1975 — «Канал», актор
- 1976 — «Тривожний місяць вересень», (Гнат)
- 1977 — «Бірюк», сценарист у співавт.
- 1978 — «Море», актор
- 1978 — «Під сузір'ям Близнюків», сценарист
- 1978 — «Спокута чужих гріхів»
- 1979 — «Вавилон XX», актор, композитор, режисер, сценарист
- 1980 — «Лісова пісня. Мавка», актор
- 1981 — «Така пізня, така тепла осінь», актор, режисер, сценарист
- 1982 — «Повернення Баттерфляй», актор
- 1983 — «Легенда про княгиню Ольгу», (князь Володимир)
- 1983 — «Миргород та його мешканці», актор
- 1986 — «І в звуках пам'ять відгукнеться...», сценарист

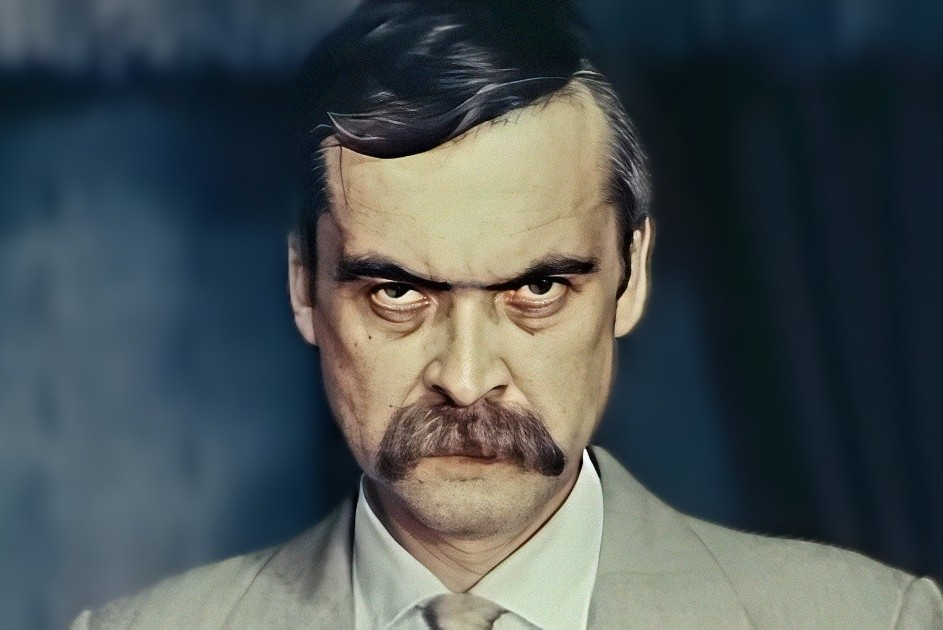
В ролі Ю.Д. Турчина у фільмі "На вістрії меча"

- В ролі Ю.Д. Турчина у фільмі "На вістрії меча"1986 — «На вістрії меча», (Турчин)
- 1987 — «Жменяки», (Жменяк)
- 1989 — «Небилиці про Івана», сценарист[9],[10]

## Вшанування пам'яті
На честь Івана Миколайчука названі вулиці у Дніпрі, Києві, Львові, Полтаві, Івано-Франківську, Кропивницькому, Вінниці, Коломиї, Чернівцях та Ковелі
25 грудня 2015 року Вінницька міська рада своїм рішенням № 71 перейменувала вулицю та провулок Фелікса Кона на вулицю та провулок Івана Миколайчука.
- На честь нього названо 49 курінь УПЮ імені Івана Миколайчука.
- 8244 Миколайчук — астероїд, названий на честь митця.
- Миколайчук-Фест — всеукраїнський фестиваль народної пісні та кіно, присвячений 75-річчю актора.

23 лютого 2016 року на сайт Президента України подана петиція про присвоєнню Іванові Миколайчуку почесного звання «Герой України».

## Фільми про Івана Миколайчука
- «Іван Миколайчук. Тризна», документальний фільм, режисер Василь Вітер (1989).
- «Іван Миколайчук. Посвята» (1998, реж. А. Сирих, автор сцен. Людмила Лемешева).[14]
- "Іван Миколайчук. Книга життя", двосерійний документальний фільм, студія «Степ»; автори: Тарас Ткаченко, Василь Ілащук; режисери: С. Сотников, А. Білан.
- «Іван Миколайчук. 25 років кохання», документальний фільм, продюсерський центр «Закрита зона»; автор Н. Фіцич, режисер Сергій Цимбал (2007).
- Недокошений лан. Пам'яті Івана Миколайчука

## Галерея

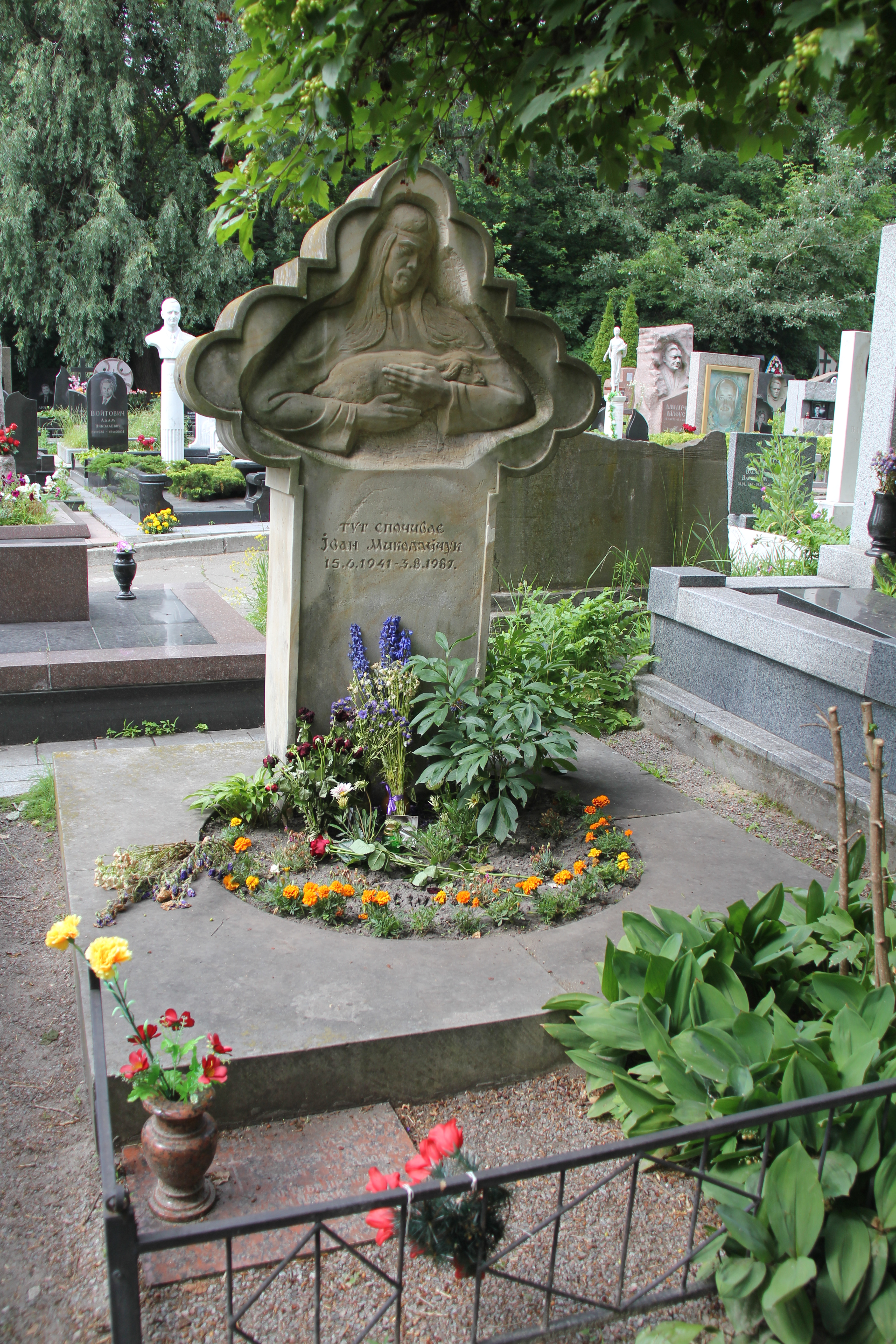
Кам'яний хрест на могилі І. Миколайчука на Байковому кладовищі
Меморіальна дошка І. Миколайчуку, вулиця Івана Миколайчука, Київ
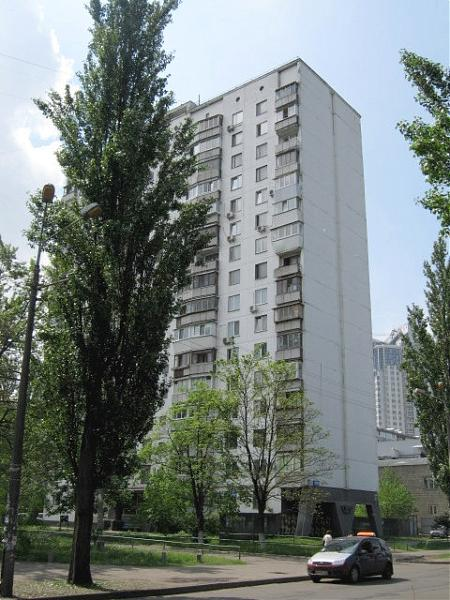
Будинок на вул. Івана Миколайчука, в якому він жив у 1971-1987 р.р.
Меморіальна дошка на честь І. Миколайчука, встановлена на адміністративному корпусі кіностудії імені Олександра Довженка (Київ)
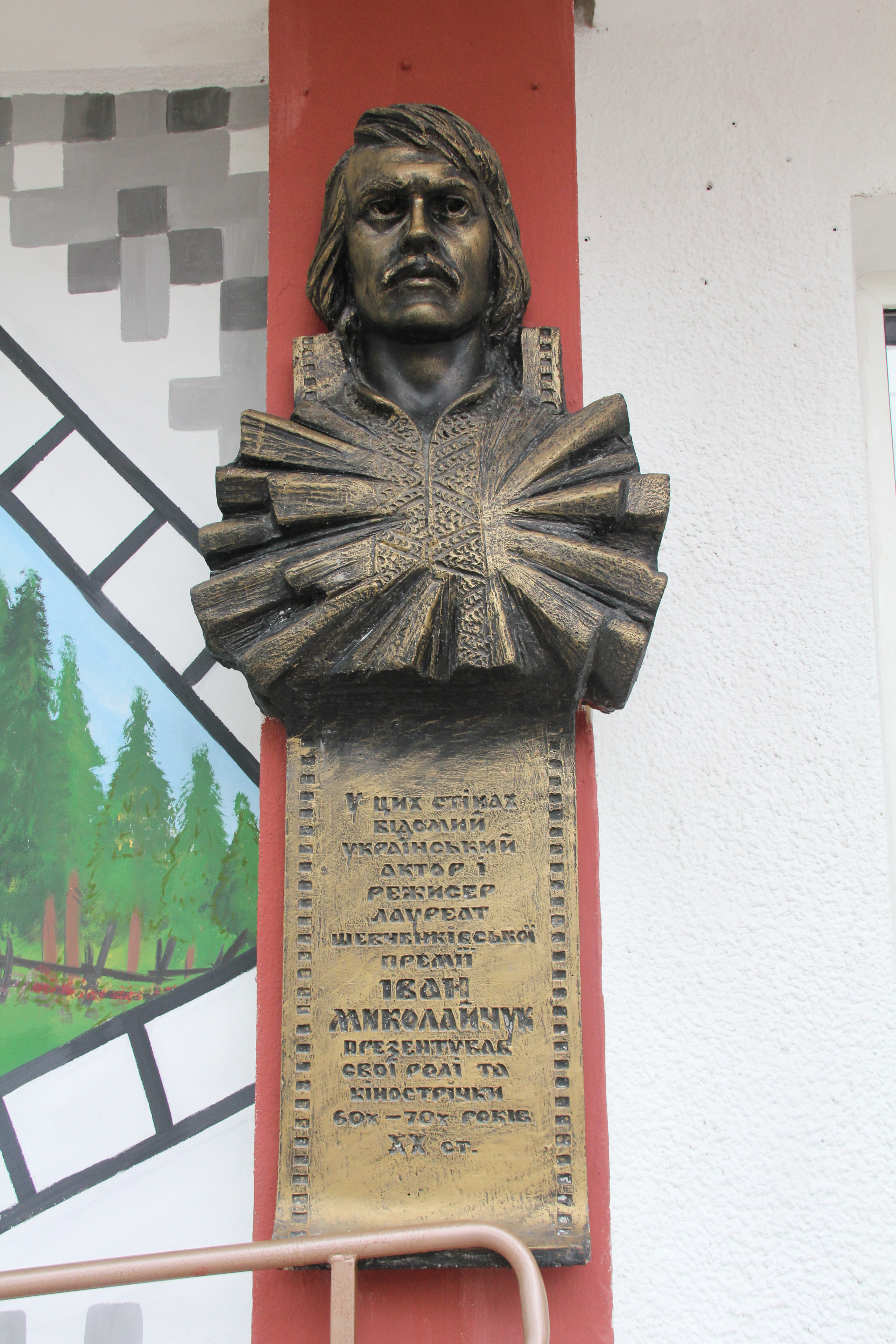
Меморіальна дошка І. Миколайчуку на будівлі кінотеатру ім. Шевченка у Вижниці
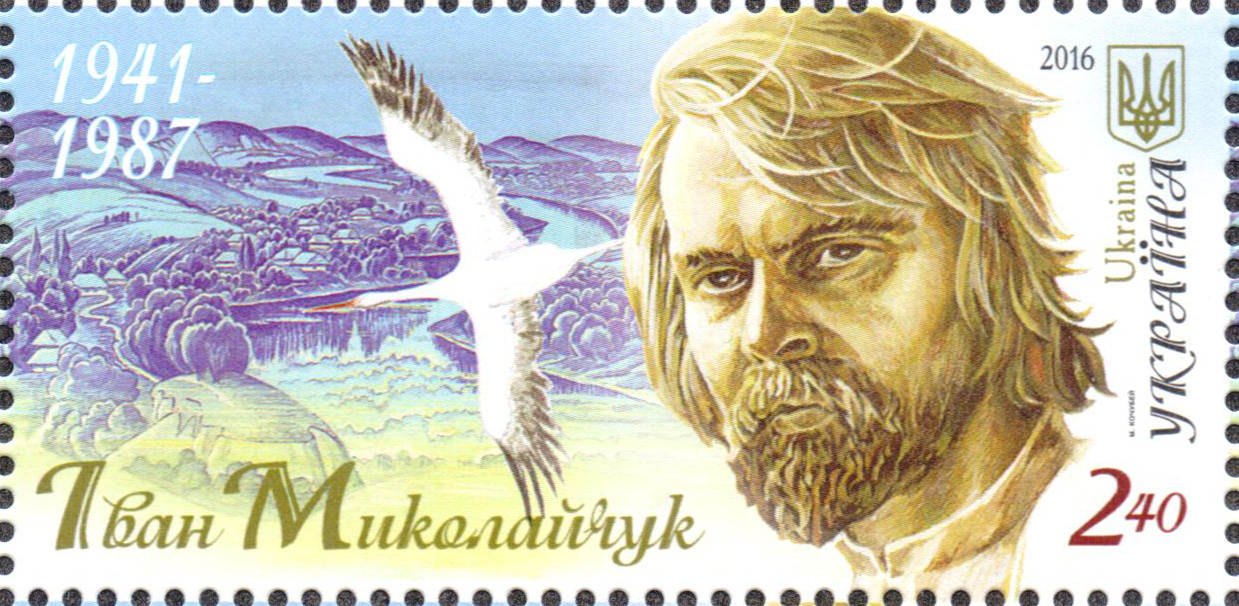
Українська марка 2016 р. з портретом І. Миколайчука